# Duke (musicista)
Duke, pseudonimo di Mark Carson Adams (Newcastle upon Tyne, ...), è un cantautore, compositore e produttore discografico britannico. Soprannominato il "Wonder Boy of White Soul", è riconosciuto per il suo falsetto particolarmente alto.

## Biografia
È principalmente noto per due suoi singoli divenuti delle hit mondiali, entrando ad esempio nella Top 10 della classifica Billboard Hot Dance Music/Club Play e nella Dutch Top 40: la celebre versione deep house di Pizzaman di So in Love with You, che ha raggiunto la prima posizione nel 1997, e Greater, che è arrivata al nono posto nel 1998.
Sebbene abbia diradato la realizzazione di materiale musicale già dopo la pubblicazione dell'album di debutto The 10 Commandments of Love, è attivo come produttore discografico per l'etichetta discografica Altra Moda Music.

## Discografia parziale

### Album
- 1995 - The 10 Commandments of Love

### Raccolte
- 1998 - Duke
- 2002 - Greater

### Singoli
- 1994 - So in Love with You
- 1994 - New Beginning
- 1995 - Make Believeland
- 1997 - Womanchild
- 1998 - Greater
- 2002 - Soul Sister Soul Brother
- 2003 - Middle Air
- 2009 - Save Me
- 2012 - So in Love with You